# Jean Carnahan

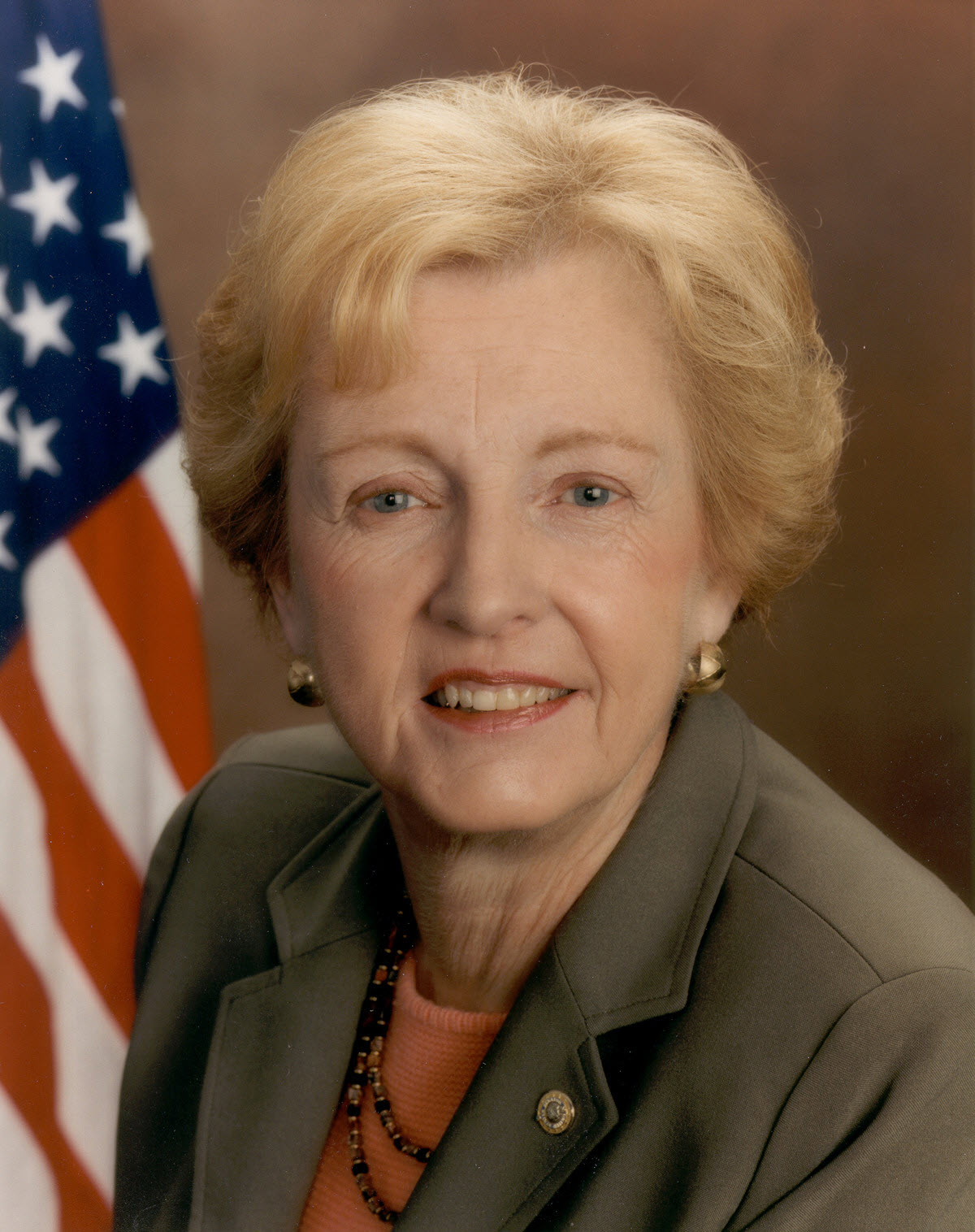
Jean Carnahan

Jean Anne Carnahan (* 20. Dezember 1933 in Washington, D.C. als Jean Carpenter; † 30. Januar 2024 in St. Louis County, Missouri) war eine Politikerin (Demokraten) und Senatorin des US-Bundesstaates Missouri sowie Schriftstellerin.

## Biografie

### Frühes Leben
Jean Carpenter wuchs in einer Arbeiterfamilie auf und finanzierte sich das Studium an der George Washington University mit Gelegenheitsjobs; 1955 machte sie ihren Abschluss in Betriebswirtschaftslehre.
1954 heiratete sie ihre Jugendliebe Mel Carnahan, der 1993 Gouverneur von Missouri werden sollte. Das Paar bekam vier gemeinsame Kinder, von denen zeitweise Russ Carnahan als Kongressabgeordneter tätig war und Tochter Robin Carnahan das Amt des Secretary of State von Missouri bekleidete.

### Werdegang
Nachdem ihr Mann zum Gouverneur gewählt worden war, begann auch Jean Carnahan eine politische Karriere. So setzte sich die First Lady Missouris für den Wohlstand von Arbeiterfamilien ein und die Durchführung von Kinderschutzimpfungen, machte sich für Zentren stark, in denen sexuell missbrauchte Frauen Zuflucht finden konnten, und unterstützte das auch in Europa bekannte Projekt Habitat for Humanity.

### Sitz im US-Senat
Im Jahr 2000 kandidierte Mel Carnahan für einen Sitz im US-Senat und forderte John Ashcroft, den Amtsinhaber, heraus. Nur drei Wochen vor der Wahl kamen sowohl er als auch sein jüngster Sohn Roger am 16. Oktober 2000 bei einem Flugzeugabsturz ums Leben.
Roger B. Wilson, vom Vizegouverneur zum Gouverneur avanciert, hatte nun die Aufgabe, Carnahan davon zu überzeugen, dass sie die Wahlkampagne für ihren verstorbenen Ehemann zu Ende führen sollte. Laut dem Gesetz von Missouri darf während des Wahlkampfes weder ein neuer Kandidat ins Spiel gebracht werden, noch das Gesicht des verstorbenen Kandidaten von den Wahlplakaten entfernt werden. Obwohl Carnahan keinen allzu aktiven Wahlkampf führte, gelang ihr am Wahlabend, dem 7. November 2000, eine Überraschung. Während für Ashcroft 48 % der Wähler stimmten, bekam Mel Carnahan postum 51 % der Stimmen.
Gouverneur Wilson ernannte daraufhin Jean Carnahan als Ersatz für ihren verstorbenen Ehemann zur Senatorin. Am 3. Januar 2001 trat sie ihr Amt an und amtierte knapp zwei Jahre bis zur Nachwahl am 5. November 2002. Diese war nötig, da Carnahan nur zur Senatorin ernannt worden und nicht tatsächlich gewählt worden war. Sie kandidierte erneut für das Amt des US-Senators, unterlag jedoch dem Republikaner James Matthes Talent. Das Wahlergebnis war jedoch sichtlich knapp: Der Unterschied betrug nur 22.000 Wählerstimmen oder 1,2 Prozentpunkte.

### Späteres Leben
2004 war ein sichtlich besseres Jahr für die Familie Carnahan, als Sohn Russ in den Kongress gewählt wurde, und Tochter Robin zur Secretary of State ernannt wurde.
Seit ihrem Ausscheiden aus dem Senat setzte Carnahan ihre Karriere als soziale Aktivistin fort. Auch trat sie als Schriftstellerin in Erscheinung und veröffentlichte mittlerweile drei Romane sowie eine Autobiografie, die bisher ausnahmslos in englischer Sprache publiziert wurden.
Jean Carnahan starb mit 90 Jahren in einem Pflegeheim in St. Louis County.

## Bibliografie
- (1998) If Walls Could Talk: The Story of Missouri’s First Families. MMPI ISBN 0-9668992-0-2.
- (1999) Christmas at the Mansion. MMPI ISBN 0-9668992-1-0.
- (2000) Will You Say a Few Words?. Walsworth Publishing Co. ISBN 0-8262-1513-0.
- (2004) Don’t Let the Fire Go Out!. University of Missouri Press. ISBN 0-8262-1513-0.